# Армфельт, Август Максимович
А́вгуст Макси́мович А́рмфельт (А́вгуст Фили́пп А́рмфельт, швед. August Philip Armfelt; 16 марта 1768 — 29 августа 1839) — шведский военный и российский государственный деятель, камергер, подполковник. Брат Густава Морица Армфельта.

## Биография
Родился в имении Юва (ныне район Тарвасйоки) в семье генерал-майора Магнуса Вильгельма Армфельта (1725—1795) и Марии Катарины Веннерстедт (1728—1803).
В 1776 году в возрасте 8 лет зачислен в сержанты Лейб-драгунского полка. В 1778 году произведён в корнеты Лейб-драгунского полка. Затем учился в военном училище в Карлскроне и в Каролинуме в Брауншвейге. В 1785 году Армфельт вернулся в Швецию. В 1787 году приступил к действительной службе в звании лейтенанта Лейб-драгунского полка. В 1788 году стал капитаном и штабс-адъютантом короля Густава III, а в 1790 году майором и королевский обер-адъютантом. 2 мая 1790 года награждён рыцарским орденом Меча. В 1791 году сопровождал короля в его путешествии в Ахен. После возвращения 19 декабря 1791 года определён в Абоский пехотный полк. 15 мая 1792 года произведён в подполковники и генерал-адъютанты.
16 декабря 1793 года вышел в отставку с оставлением в должности королевского генерал-адъютанта, а 11 мая 1795 года окончательно вышел в отставку. В 1809 году участвовал в Боргоском сейме. 30 января 1818 года возведён в баронское достоинство Великого княжества Финляндского и 27 сентября 1819 года назначен действительным камергером Российского двора. Владел усадьбой Виурила в приходе Халикко.

## Семья
С 25 августа 1796 года был женат на троюродной сестре Иоганне Фредерике Ловисе Таубе (1779—1846). В браке родилось пятеро детей, среди которых только Магнус Рейнгольд (1801—1845) пережил детство. В 1812 году Магнуса усыновил дядя Густав Мориц Армфельт в результате чего в 1818 году он был возведён в графское достоинство.